# Хенераль-Альвеар (департамент, Мендоса)
Департамент Хенераль-Альвеар  (исп. Departamento de General Alvear) — департамент в Аргентине в составе провинции Мендоса.
Территория — 14448 км². Население — 46429 человек. Плотность населения — 3,20 чел./км².
Административный центр — Хенераль-Альвеар.

## География
Департамент расположен на юго-востоке провинции Мендоса.
Департамент граничит:
- на севере и западе — с департаментом Сан-Рафаэль
- на востоке — с провинцией Сан-Луис
- на юге — с провинцией Ла-Пампа

## Административное деление

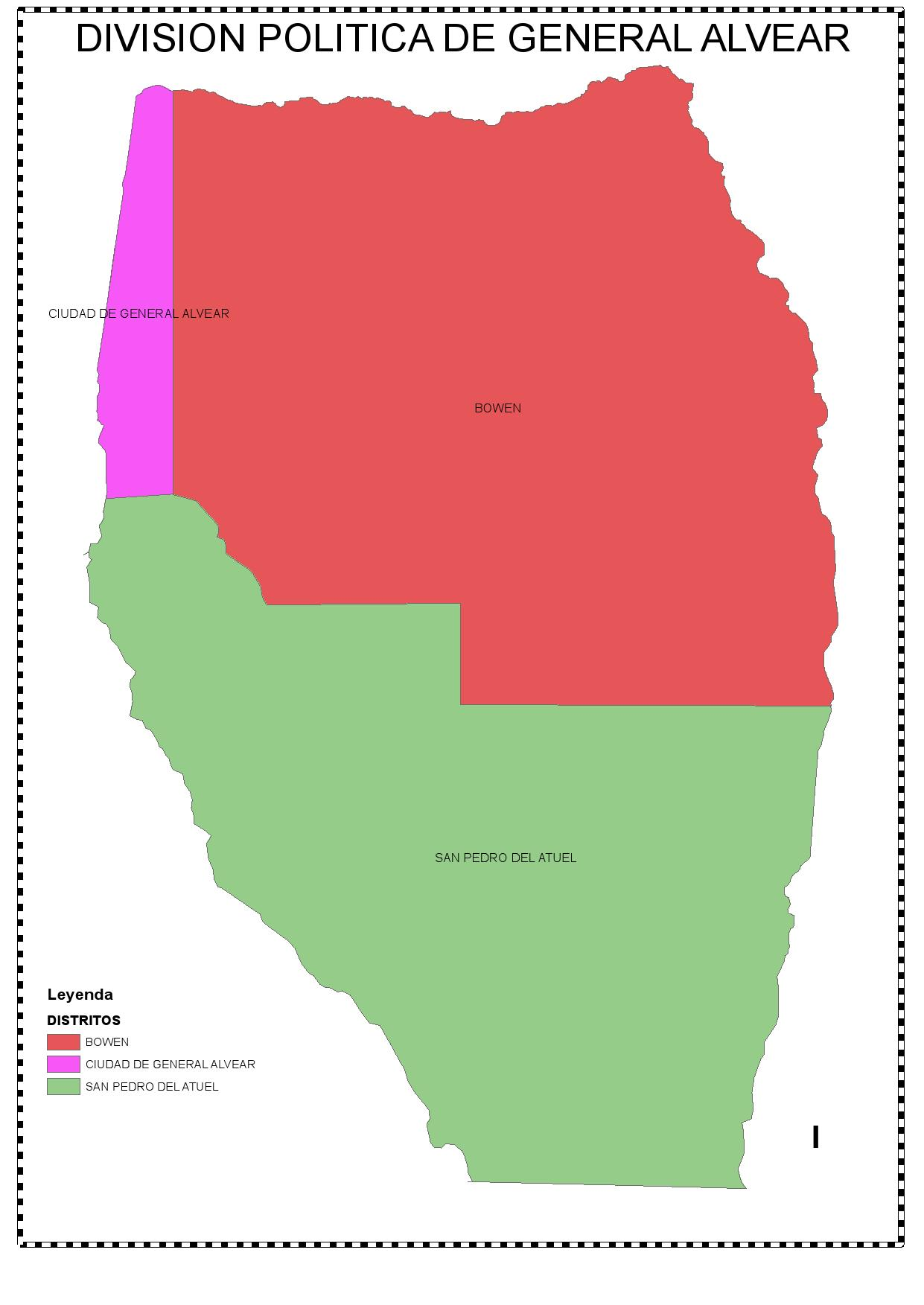

Департамент состоит из 13 дистриктов:

| - Боуэн - Хенераль-Альвеар - Сан-Педро-дель-Атуэль - Альвеар-Оэсте |

## Важнейшие населенные пункты[2]
| № | Населённый пункт | Населённый пункт (исп.) | Категория | Население чел. (2010) | На карте                        |
| - | ---------------- | ----------------------- | --------- | --------------------- | ------------------------------- |
| 1 | Хенераль-Альвеар | General Alvear          | город     | 29909                 | 34°58′36″ ю. ш. 67°41′27″ з. д. |
| 2 | Боуэн            | Bowen                   | город     | 4939                  | 34°59′53″ ю. ш. 67°30′34″ з. д. |
| 3 | Карменса         | Carmensa                | поселок   | 941                   | 35°08′54″ ю. ш. 67°39′20″ з. д. |
| 4 | Лос-Компартос    | Los Compartos           | поселок   | 439                   | 34°55′22″ ю. ш. 67°34′46″ з. д. |
| 5 | Каналехас        | Canalejas               | поселок   | н/д                   | 35°10′06″ ю. ш. 66°30′02″ з. д. |